# 賭け (映画)
『賭け』（かけ、原題：Baazi）は、1951年に公開されたインドの映画。ナヴケタン・フィルムの2作品目の製作作品であり、グル・ダットが監督を務めた。1946年の映画『ギルダ』からインスピレーションを得ている。主演キャストはデーヴ・アーナンド、ギーター・バーリー、カルパナ・カールティクが務めた。ジャンルはクライム・スリラーであり、S・D・ブルマンが作曲を担当している。

## キャスト
- マダン - デーヴ・アーナンド（英語版）
- リーナ - ギーター・バーリー（英語版）
- ラジャニ - カルパナ・カールティク（英語版）
- ラジャニの父 - K・N・シン（英語版）
- ジョニー・ウォーカー（英語版）
- ラメシュ - クリシャン・ダワン
- ペドロ - ラシード・カーン（英語版）